# Estación de La Fourche
La estación de La Fourche es una estación del metro de París situada al norte de la capital, en el límite de los distritos XVII y XVIII. Forma parte de la línea 13. Es la base de la bifurcación de la que nacen los dos ramales de la línea. 

## Historia
Fue inaugurada a principios de 1911 dentro del tramo inicial de la línea B de la Compañía de Ferrocarril Norte-Sur, que años después sería absorbida por la Compañía del Metropolitano de París integrándola en la línea 13. 
La Fourche es el nombre del cruce en el que la avenida de Clichy se separa de la avenida de Saint-Ouen formando una característica i griega. Los dos ramales de la línea 13 que nacen en ese punto siguen en su recorrido subterráneo ambas avenidas. 

## Descripción
Tiene una estructura única en la red ya que se compone de dos estaciones: una convencional con dos andenes laterales y dos vías y otra con un solo andén y vía que se sitúa por debajo de la primera. En la estación del nivel superior un andén permite acceder a los trenes que van tanto hacia el ramal de Saint-Denis como hacia el ramal de Asnières, el otro andén es usado por los convoyes en dirección Saint-Lazare, todos los trenes de ese andén vienen del ramal de Asnières. En el nivel inferior, solo existe una vía que también ofrece servicio hacia Saint-Lazare pero está vez la usan los trenes que vienen desde Saint-Denis. Dado que es posible ir en dirección Saint-Lazare desde los dos niveles una señalización luminosa en los dos andenes indica a los viajeros a que nivel llegará primero el primer convoy. 
En el año 2010, la estación fue renovada y despojada de los revestimientos metálicos que forraban la bóveda recuperando así el estilo que tenía cuando fue diseñada por la Compañía Nord-Sud a principios del siglo XX. De esta forma luce en su pleno esplendor los clásicos azulejos blancos biselados de la época, que se combinan con diversos trazos de color marrón que aparecen principalmente en lo alto de la bóveda, rodeando los paneles publicitario y en el zócalo. 
Su iluminación sigue el estilo New Neons, originario de la línea 12 pero que luego se ha ido exportando a otras líneas. Emplea delgadas estructuras circulares, en forma de cilindro, que recorren los andenes proyectando la luz tanto hacia arriba como hacia abajo. Finos cables metálicos dispuestos en uve sostienen a cierta distancia de la bóveda todo el conjunto.
La señalización también ha recuperado el estilo Nord-Sud, caracterizado por su gran tamaño, donde el nombre de la estación se realiza combinando azulejos blancos y azules enmarcados por un trazo marrón. 
Por último, los asientos de la estación son los modernos Coquille o Smiley, unos asientos en forma de cuenco inclinado para que parte del mismo pueda usarse como respaldo y que poseen un hueco en la base en forma de sonrisa. 
Sobre el andén se han añadido flechas y marcas de color amarillo que pretenden facilitar la salida y la entrada de los viajeros a los trenes.